# Coninckia circularis
Coninckia circularis is een rondwormensoort uit de familie van de Coninckiidae. De wetenschappelijke naam van de soort is voor het eerst geldig gepubliceerd in 1956 door Gerlach.